# Dennis C. Villarojo

Bischofswappen von Dennis Villarojo

Dennis Cabanada Villarojo (* 18. April 1967 in Cebu City, Philippinen) ist ein philippinischer Geistlicher und römisch-katholischer Bischof von Malolos. 

## Leben
Dennis C. Villarojo studierte am Priesterseminar in Cebu City und an der Universität des heiligen Thomas von Aquin in Manila, wo er das Lizenziat in Philosophie erwarb. Er empfing am 10. Juni 1994 das Sakrament der Priesterweihe für das Erzbistum Cebu.
Von 1994 bis 1998 und erneut von 2001 bis 2010 war er persönlicher Sekretär des Erzbischofs, Ricardo Kardinal Vidal. Von 1998 bis 2001 studierte er in Rom an der Päpstlichen Universität vom Heiligen Kreuz, wo er in Philosophie promoviert wurde.
Seit 2010 war er Moderator der Pfarrei Our Lady of the Sacred Heart in Cebu-City. 2015 wurde er zusätzlich zum Generalsekretär des 51. Eucharistischen Weltkongresses im Januar 2016 in Cebu-City berufen.
Papst Franziskus ernannte ihn am 3. Juli 2015 zum Titularbischof von Gisipa und zum Weihbischof in Cebu. Die Bischofsweihe spendete ihm der Erzbischof von Cebu, Jose Serofia Palma, am 10. August desselben Jahres. Mitkonsekratoren waren der Alterzbischof von Cebu, Ricardo Jamin Kardinal Vidal, und der Apostolische Nuntius auf den Philippinen, Erzbischof Giuseppe Pinto.
Am 14. Mai 2019 ernannte ihn Papst Franziskus zum Bischof von Malolos. Die Amtseinführung fand am 21. August desselben Jahres statt.

## Weblink
- Eintrag zu Dennis C. Villarojo auf catholic-hierarchy.org